# Kratae Rsiam
Kratae Rsiam, en thai: กระแต อาร์สยาม (Lampang, 25 d'agost de 1987), és una model, boxejadora i cantant tailandesa, membre de la banda tailandesa de pop-lukthung, Samosorn Chimi.
El seu primer senzill, "ไม่ได้ตั้งใจดำ (Mai Dai Tang Jai Dam)" (2003), (Inclòs en l'àlbum del grup "ลูกทุ่ง 4 ทีน") fou un fracàs. Seu segon disc en solitari titulat "เปิดใจสาวแต (Peered Jai Sao Tare)" (2007), fou un èxit al tailandó.

## Sèries
- Like Mat Sang (Ch.8, 2015)
- Rachanee Look Toong (Ch.8, 2012)

## Temes per a sèries
- "อย่ามาแกล้งชม (Yah Ma Klaeng Chom)" Kratae ft. Koong Suthirath tema per Rachanee Look Toong

## Pel·lícules
- Look Tung Nguen Laan (2013)
- สวยหมัดสั่ง 2 (Suay Mat Sang 2) (2012)
- สวยหมัดสั่ง (Suay Mat Sang) (2011)

## Discografia

### Àlbums d'estudi
- Loog Thung 4 teens (ลูกทุ่ง 4 ทีน) (2003)
- Perd Jai Sao Tae (เปิดใจสาวแต) (2007)
- Khong Kwan Jark Sao Tae (ของขวัญจากสาวแต) (2007)
- Sao Kard Laeng (สาวกาดแลง) (2008)
- Tee Kao Kayao Dance (ตีเข่าเขย่าแดนซ์) (2010)
- Ruk Na Chuek Chuek (ชุด รักนะฉึก ฉึก) (2011)

### Singles
- Rak Reu Mai Rak (รักหรือไม่รัก) feat. Dr. Fuu（2008）
- Tued (ตื๊ด)（2013）
- Hidden Line (ชู้ทางไลน์) feat.Timethai（2014）
- Meri (เมรี) feat. Kratay Rsiam（2014）
- Stay Cool! (ยิ่งถูกทิ้ง ยิ่งต้องสวย)（2015）
- Flick (สะบัด)（2016）
- Strong เหวี่ยง (นวดให้นุ่ม) feat.Waii（2016）
- รอพี่ที่บ้านนอก (2017)
- Mera Pyar (หนานะ) (2018)
- Slippery (ลื่ม) (2018)